# ヘイスティ・プディング賞ウーマン・オブ・ザ・イヤー
ヘイスティ・プディング賞ウーマン・オブ・ザ・イヤー (英語: Hasty Pudding Woman of the Year) は、毎年ハーバード大学のヘイスティ・プディング・シアトリカルズにより与えられる賞。1951年からプディングのメンバーからエンターテイメント界で恒久的で印象的な貢献を行なったパフォーマーに授与されている。
伝統的に授賞式ではプディングのメンバーらと共にハーバード・スクエアでのパレードが行われる。
受賞者を以下に示す。

## ウーマン・オブ・ザ・イヤー受賞者
- 1951年 – ガートルード・ローレンス
- 1952年 – バーバラ・ベル・ゲデス
- 1953年 – マミー・アイゼンハワー
- 1954年 – シャーリー・ブース
- 1955年 – デビー・レイノルズ
- 1956年 – ペギー・アン・ガーナー
- 1957年 – キャロル・ベイカー
- 1958年 – キャサリン・ヘプバーン
- 1959年 – ジョアン・ウッドワード
- 1960年 – キャロル・ローレンス（英語版）
- 1961年 – ジェーン・フォンダ
- 1962年 – パイパー・ローリー
- 1963年 – シャーリー・マクレーン
- 1964年 – ロザリンド・ラッセル
- 1965年 – リー・レミック
- 1966年 – エセル・マーマン
- 1967年 – ローレン・バコール
- 1968年 – アンジェラ・ランズベリー
- 1969年 – キャロル・バーネット
- 1970年 – ディオンヌ・ワーウィック
- 1971年 – キャロル・チャニング
- 1972年 – ルビー・キーラー（英語版）
- 1973年 – ライザ・ミネリ
- 1974年 – フェイ・ダナウェイ
- 1975年 – ヴァレリー・ハーパー（英語版）
- 1976年 – ベット・ミドラー
- 1977年 – エリザベス・テイラー
- 1978年 – ビヴァリー・シルズ
- 1979年 – キャンディス・バーゲン
- 1980年 – メリル・ストリープ
- 1981年 – メアリー・タイラー・ムーア
- 1982年 – エラ・フィッツジェラルド
- 1983年 – ジュリー・アンドリュース
- 1984年 – ジョーン・リバーズ
- 1985年 – シェール
- 1986年 – サリー・フィールド
- 1987年 – バーナデット・ピーターズ
- 1988年 – ルシル・ボール
- 1989年 – キャスリーン・ターナー
- 1990年 – グレン・クローズ
- 1991年 – ダイアン・キートン
- 1992年 – ジョディ・フォスター
- 1993年 – ウーピー・ゴールドバーグ
- 1994年 – メグ・ライアン
- 1995年 – ミシェル・ファイファー
- 1996年 – スーザン・サランドン
- 1997年 – ジュリア・ロバーツ
- 1998年 – シガニー・ウィーバー
- 1999年 – ゴールディ・ホーン
- 2000年 – ジェイミー・リー・カーティス
- 2001年 – ドリュー・バリモア
- 2002年 – サラ・ジェシカ・パーカー
- 2003年 – アンジェリカ・ヒューストン
- 2004年 – サンドラ・ブロック
- 2005年 – キャサリン・ゼタ＝ジョーンズ
- 2006年 – ハル・ベリー
- 2007年 – スカーレット・ヨハンソン
- 2008年 – シャーリーズ・セロン
- 2009年 – レネー・ゼルウィガー
- 2010年 – アン・ハサウェイ
- 2011年 – ジュリアン・ムーア
- 2012年 – クレア・デインズ
- 2013年 – マリオン・コティヤール
- 2014年 – ヘレン・ミレン
- 2015年 – エイミー・ポーラー
- 2016年 – ケリー・ワシントン
- 2017年 – オクタヴィア・スペンサー
- 2018年 – ミラ・クニス
- 2019年 – ブライス・ダラス・ハワード
- 2020年 – エリザベス・バンクス